# Aequationes Mathematicae
Aequationes Mathematicae (Aequ. Math., Aequationes Math.) ist eine seit 1968 erscheinende Mathematikzeitschrift im Springer Verlag. Es erscheinen 6 Hefte pro Jahr.
Themen sind nach Verlagsangaben Funktionalgleichungen, Dynamische Systeme, Iterationstheorie, Kombinatorik und Geometrie. Bei der Gründung 1968 wurden als Themen Funktionalgleichungen, Kombinatorik und numerische Mathematik genannt.
Herausgeber ist 2019 Zsolt Páles von der Universität Debrecen. Herausgeber ehrenhalber sind János Aczél (der erste Herausgeber) und Ludwig Reich. Zu den Herausgebern zählen weiterhin Branko Grünbaum, Morris W. Hirsch, Cheryl Praeger, Vera Sós. Früher gehörten unter anderem Hellmuth Kneser, Paul Erdös, Lothar Collatz, Louis Mordell, H. S. M. Coxeter, Otto Haupt, Francesco Tricomi, William Thomas Tutte, Richard S. Varga und Alexander Markowitsch Ostrowski (der erste Herausgeber ehrenhalber) zu den Herausgebern. Die Zeitschrift erschien ursprünglich beim Birkhäuser Verlag in Zusammenarbeit mit der University of Waterloo.
Die ISSN der Druckausgabe ist 0001-9054.